# Apple eMac

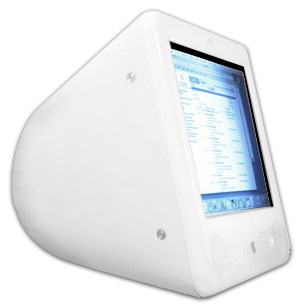
Der eMac (Baujahr 2005)

Der eMac ist ein von Apple Computer Inc. und ursprünglich nur für den Bildungsmarkt konzipierter Computer. Er wurde im April 2002 der Öffentlichkeit vorgestellt.
Aufgrund hoher Kundennachfrage gab es ihn offiziell auch für Kunden zu kaufen, die nicht aus dem Bildungsbereich stammen. Der eMac kann als Nachfolger des Ur-iMac angesehen werden, denn er hat das gleiche Komplettrechner-Design mit Rechner und Monitor in einem Gehäuse wie dieser, allerdings einen größeren 17″-Röhren (CRT)-Monitor und einen Wechsel auf die nächsthöhere Prozessorgeneration.

## Technische Daten

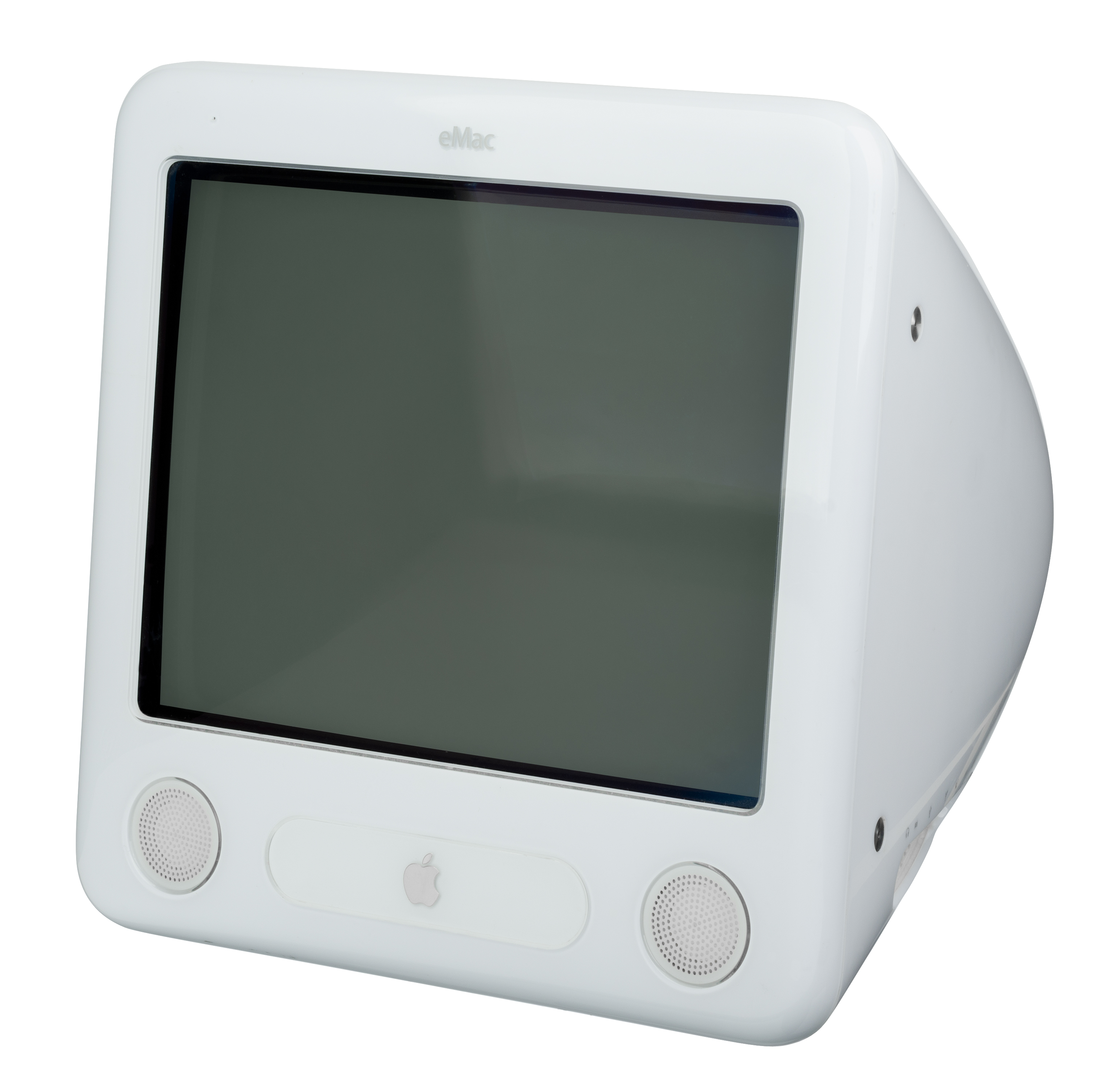
Bildschirm

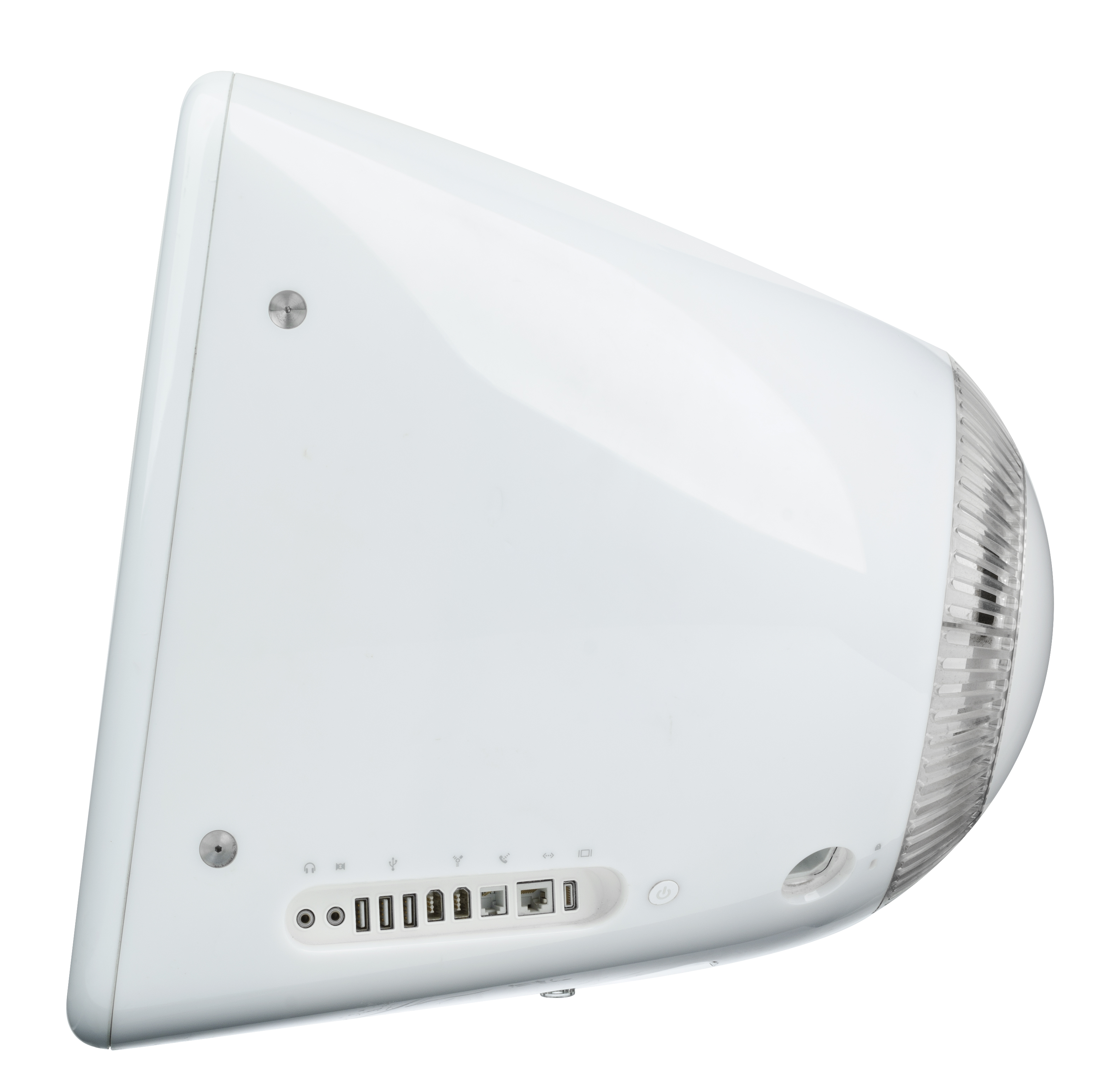
Seitenansicht mit Anschlüssen

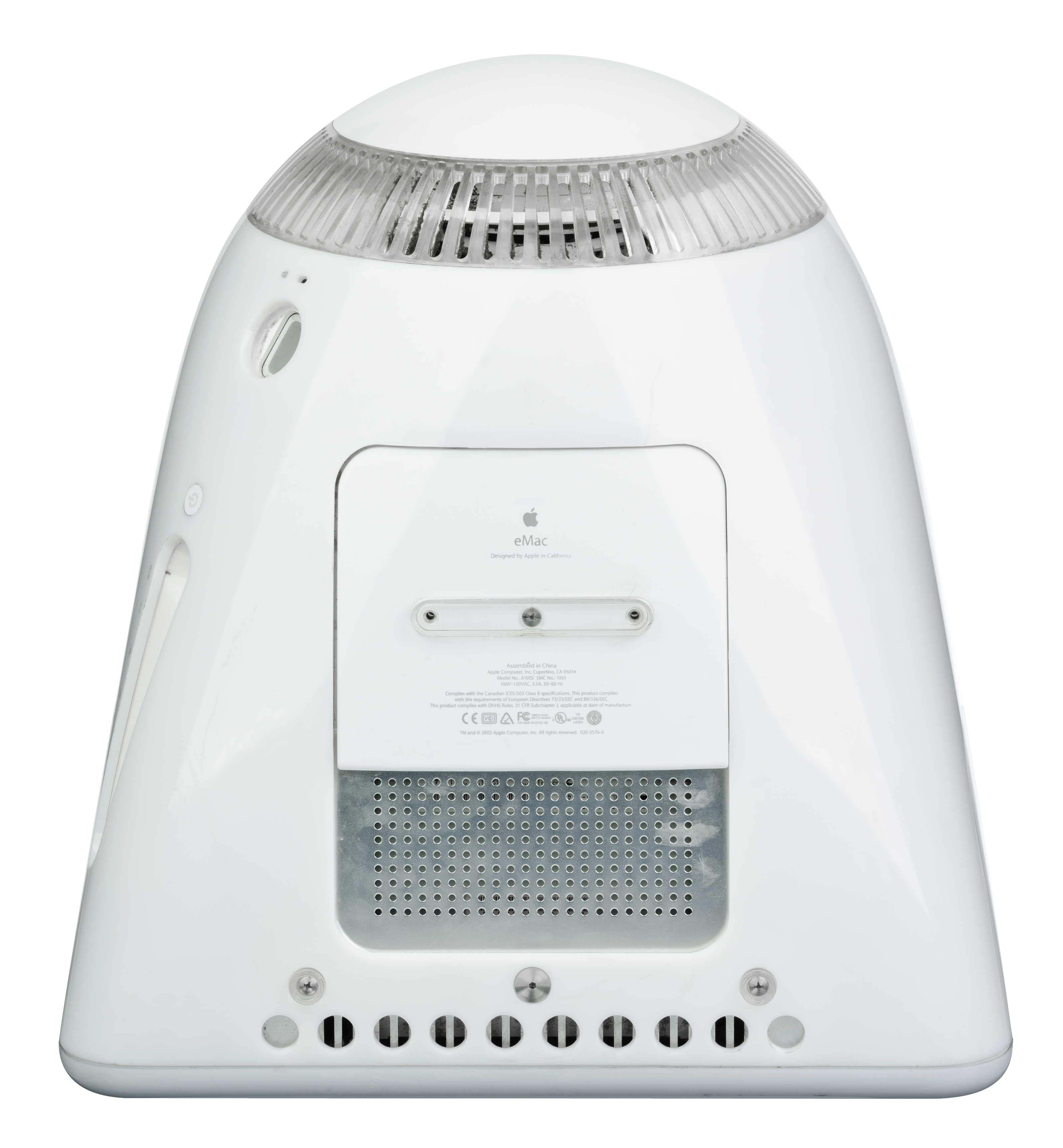
Unterseite

### Ursprüngliche Version (vorgestellt am 29. April 2002)
- Markteinführung 4. Juni 2002
- 700 oder 800 MHz PowerPC-G4-Prozessor
- 100 MHz Systembus
- 128 oder 256 MB PC100 SDRAM (erweiterbar bis maximal 1 GB SDRAM)
- Nvidia GeForce2 MX 3D AGP 2× Grafik
- 17-Zoll CRT-Röhrenbildschirm
- 3 integrierte USB- und 2 Firewire-Anschlüsse
- 18 Watt Stereo-Lautsprecher
- Eingebautes Mikrofon
- Eingebautes Modem
- CD-ROM oder Combo-Drive
- 40 GB Festplatte
- AirPort vorbereitet

### Erste Revision (vorgestellt 6. Mai 2003)
- 800 MHz oder 1 GHz PowerPC-G4-Prozessor
- 133 MHz Systembus
- 128 oder 256 MB PC133 SDRAM (erweiterbar auf maximal 1 GB SDRAM)
- ATI Radeon 7500 AGP 4× (32 MB DDR-SDRAM)
- 17-Zoll CRT-Röhrenbildschirm
- 3 integrierte USB- und 2 Firewire-Anschlüsse
- 18 Watt Stereo-Lautsprecher
- Eingebautes Mikrofon
- Eingebautes Modem
- CD-ROM, Combo-Drive oder SuperDrive (2× CD- und DVD-Brenner)
- 40, 60 oder 80 GB Festplatte
- AirPort Extreme vorbereitet

### Zweite Revision (vorgestellt 13. April 2004)
- 1 oder 1,25 GHz PowerPC-G4-Prozessor
- 167 MHz Systembus
- 256 MB DDR-SDRAM (erweiterbar bis maximal 1 GB DDR-SDRAM)
- ATI Radeon 9200 Grafik (32 MB DDR-SDRAM)
- 17-Zoll CRT-Röhrenbildschirm
- 3 integrierte USB- und 2 Firewire-Anschlüsse
- 18 Watt Stereo-Lautsprecher
- Eingebautes Mikrofon
- Eingebautes Modem
- Combo-Drive oder SuperDrive (4× CD- und DVD-Brenner)
- 40 oder 80 GB Festplatte
- AirPort Extreme vorbereitet

### Dritte Revision (vorgestellt 3. Mai 2005)
- 1,42 GHz PowerPC-G4-Prozessor
- 167 MHz Systembus
- 256 oder 512 MB DDR SDRAM (erweiterbar bis maximal 2 GB DDR-SDRAM)
- ATI Radeon 9600 Grafik (64 MB dedicated DDR-SDRAM)
- 17-Zoll CRT Röhrenbildschirm
- 3 integrierte USB 2.0 und 2 Firewire-Anschlüsse
- 18 Watt Stereo-Lautsprecher
- Eingebautes Mikrofon
- CD-ROM Laufwerk, Combo drive (DVD-ROM/CD-RW) oder SuperDrive (16× DVD+R DL/DVD±RW/CD-RW)
- 80 oder 160 GB Festplatte
- AirPort Extreme vorbereitet
- Bluetooth
- Mac OS X Tiger 10.4

## Nachfolger
Nicht zuletzt im Zusammenhang mit dem Erscheinen der neuen iMac-Generation mit Intel-Prozessor im Januar 2006 stellte Apple den Vertrieb von eMacs Ende 2005 ein.
Als Nachfolger wurde im Juli 2006 eine spezielle Version des 17″-iMacs eingeführt, die über eine weniger leistungsfähige Grafikhardware und ausschließlich ein ComboDrive verfügt. Im Gegensatz zum Standardmodell fehlt außerdem die Fernbedienung Apple Remote und das integrierte Bluetooth-Modul. Durch diese Einsparungen wurde der Preis für den Bildungs-iMac auf 938 Euro gesenkt. Nachdem der neue iMac einige Tage im Bildungs-Store von Apple zu bestellen war, wurde er für einige Zeit aus dem Endkundenbereich entfernt und war seit der Einführung des 24″-iMacs nun auch für Endkunden wieder bestellbar.
Nach Vorstellung des Aluminium-iMacs wurde zusammen mit dem 17″-iMac auch der Bildungs-iMac aus dem Programm gestrichen.